# Корниці (Чехія)
Корниці (чеськ. Kornice) — село в Чехії, адміністративна частина міста Літомишль. Знаходиться на висоті 383 м на високому пагорбі Главньов (чеськ. Hlavňov), у двох милях на північ від Літомишля. Населення близько 150 осіб.

## Історія
Люди жили тут з останнього льодовикового періоду. В кінці XII століття з'явилася перша письмова згадка про село під назвою Домашіце (чеськ. Domašice) в полі Накорніцег (чеськ. Nakorniceh). Домашіце, ймовірно, до XIII століття знаходилося на місці сучасного поселення. Корниці вперше згадується в 1347 році. До 1848 року поселення було частиною Літомишля. З 1850 року Корниці почало належати до громади Вельке-Седліште, проте в 1898 році стало самостійним муніципальним утворенням. З 1976 року Корниці офіційно є частиною міста Літомишля.

## Пам'ятки

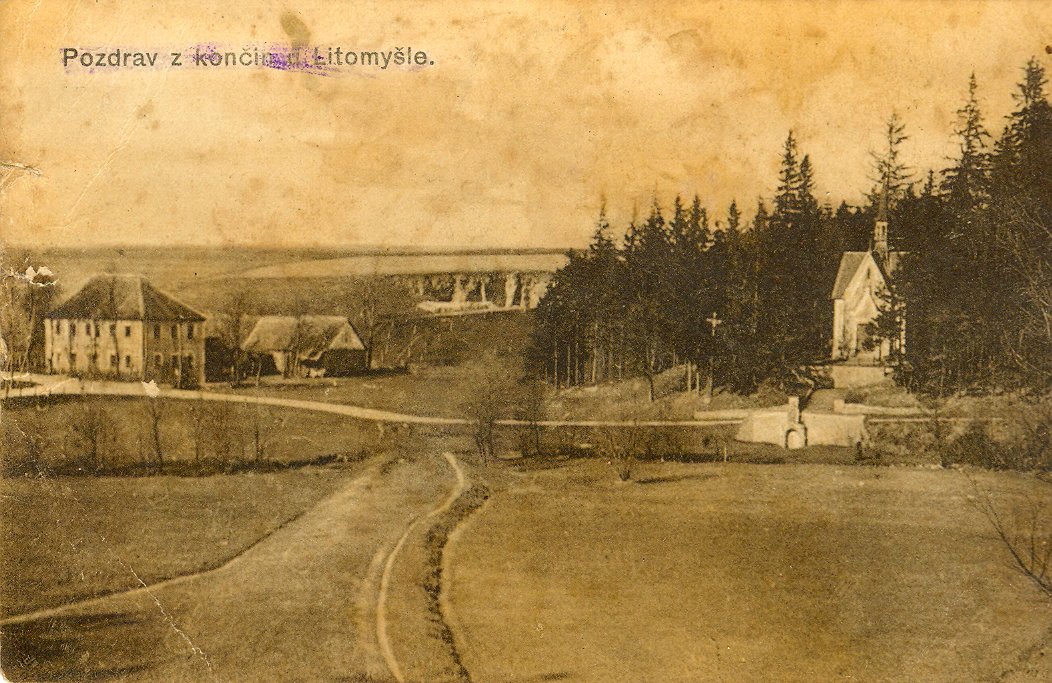
Кончина близько 1910 р.

Є дві каплиці в неоготичному стилі (1873 і 1886): перша на сільській площі, а інша в лісі Кончини (чеськ. Končiny), вище нібито цілющих джерел.